# Nightmare/Satanachist
Nightmare/Satanachist è un singolo pubblicato nel 1985 dal gruppo heavy metal britannico Venom, su etichetta Neat Records.

## Tracce
Lato A
1. Nightmare (C. Lant, J. Dunn) -

Lato B
1. Satanachist (C. Lant, J. Dunn) -

## Formazione
- Conrad "Cronos" Lant - voce, basso
- Jeffrey "Mantas" Dunn - chitarra
- Anthony "Abaddon" Bray - batteria